# Catherine-Charlotte de Boufflers
Pour les articles homonymes, voir Boufflers.
Ne pas confondre avec Catherine Charlotte de Gramont (1639-1678).
Catherine Charlotte de Gramont, duchesse de Boufflers (1669-1739), fut la première dame d'honneur de la reine Marie Leszczynska de 1725 à 1735,.

## Biographie
Fille d'Antoine-Charles de Gramont et de Marie-Charlotte de Castelnau, elle épouse le 17 décembre 1693 le duc Louis François de Boufflers. 
Sous la régence de Philippe d'Orléans, elle s'efforce de défendre les intérêts de son fils Joseph Marie de Boufflers, en bas âge et gouverneur en titre de la Flandre. 
En 1725, elle est nommée première dame d'honneur de la reine de France : elle est responsable des autres dames du palais, du contrôle du budget et des dépenses, des nominations aux postes de la maison de la reine et des présentations à la cour. Elle est décrite comme une personne connue pour sa stricte moralité, choisie par le roi pour sa vertu. En dépit des efforts d'André Hercule de Fleury, la plupart des tenants des offices de la maison de la reine avaient été choisis pour leur loyauté au premier ministre le duc de Bourbon et sa maîtresse Madame de Prie et possédaient une réputation de décadence. En raison des liaisons de beaucoup des dames d'honneur de la reine, comme Amable-Gabrielle de Noailles, Catherine-Charlotte de Boufflers reçoit le surnom de "Madame Pataclin" en référence à la supérieure de l'hôpital de la Salpêtrière où des femmes étaient emprisonnées pour des faits de débauche. 
Elle démissionne en 1735. Elle meurt à Paris le 25 janvier 1739. 

## Sources
- Clarissa Campbell Orr: Queenship in Europe 1660-1815: The Role of the Consort. Cambridge University Press (2004)